# Hermann Ludolph Hennig Kasten
Hermann Ludolph Hennig Kasten (* 2. Juni 1842 in Schneeberg (Erzgebirge); † 23. Februar 1911 in Rosenberg, Vogtland) war ein sächsischer Geheimer Ökonomierat,  Politiker und Rittergutsbesitzer.

## Leben
Nach der Einschulung am Progymnasium in Schneeberg besuchte Kasten von 1850 bis 1859 das Realgymnasium in Dresden. Nach einem 1860 bis 1862 erfolgten Landwirtschaftsstudium an der Universität Jena übernahm er 1866 das väterliche Rittergut Rosenberg bei Weischlitz. Kasten war Geheimer Ökonomierat und engagierte sich in verschiedenen kulturellen und politischen Institutionen. So gehörte er dem sächsischen Eisenbahnrat und dem Landeskulturrat an. Als Vertreter der Rittergutsbesitzer des Vogtländischen Kreises war Kasten von 1901 bis zu seinem Tod Abgeordneter in der I. Kammer des Sächsischen Landtags.
Er war mit Clara Luise Kasten geb. Kreller verheiratet.